# Käina
Käina es un municipio estonio perteneciente al condado de Hiiu.
A 1 de enero de 2016 tiene 2074 habitantes en una superficie de 186 km².
En la capital municipal, también llamada Käina, viven unos setecientos habitantes. El resto de la población del municipio vive en 34 pequeñas localidades rurales: Aadma, Allika, Esiküla, Jõeküla, Kaasiku, Kaigutsi, Kassari, Kleemu, Kogri, Kolga, Kuriste, Laheküla, Lelu, Ligema, Luguse, Moka, Mäeküla, Mäeltse, Männamaa, Nasva, Niidiküla, Nõmme, Nõmmerga, Orjaku, Putkaste, Pärnselja, Ristivälja, Selja, Taguküla, Taterma, Utu, Vaemla, Villemi y Ühtri.
Se sitúa en el centro-sureste de la isla de Hiiumaa.